# Intel 80186

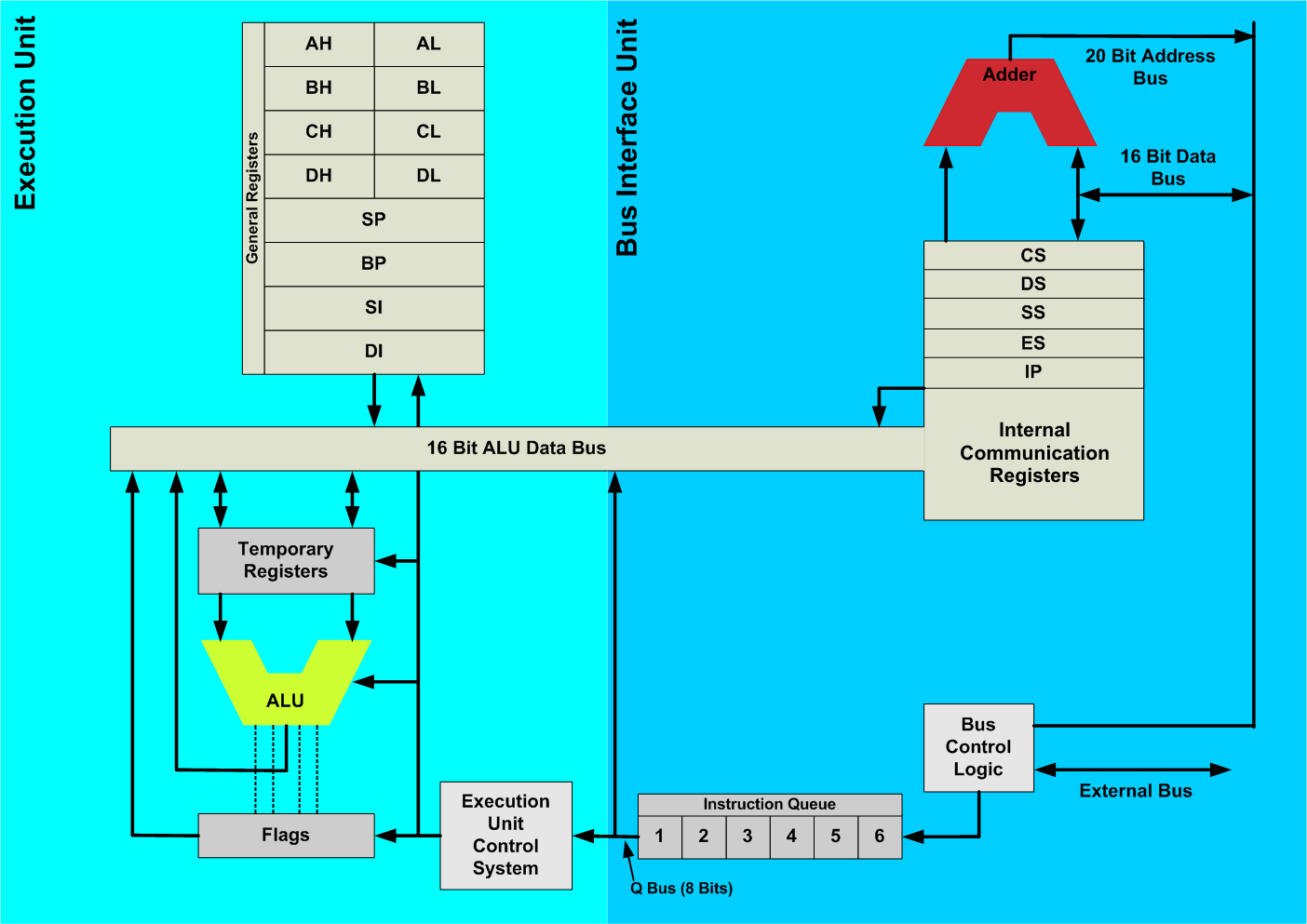
Blokový diagram procesoru 80186

80186 je procesor architektury x86 vyvinutý firmou Intel kolem roku 1982. 80186 bylo vylepšené jádro založené na starších procesorech Intel 8086 a Intel 8088. Stejně jako 8086 měl 16bitovou sběrnici a byl dostupný i ve verzi Intel 80188 s 8bitovou sběrnicí. Původní takt těchto procesorů byl 6 MHz. Byly většinou používány jako mikrořadiče (anglicky microcontrollers, MCU, µC). V osobních počítačích nebyly moc používány, ale existuje pár výjimek: počítače Mindset, Siemens PC-D, Compis, Unisys ICON, HP 2001x, Tandy 2000, Philips :YES. Společnost Acorn vytvořila plugin Master 512 pro svou řadu domácích počítačů BBC Master, který nesl čip 80186 na 10 MHz s 512 KiB RAM, umožňující běh DOSu Plus i grafické nadstavby GEM.
Jeden z hlavních rysů procesorů série 80186/80188 byla integrace funkcí jako DMA řadič, řadič přerušení, časovač atd., předtím realizovaných samostatnými obvody.
V tabulce je výčet nových instrukcí 80186/80188. Ty měl implementovány i klon 8088ky, NEC V20:
| Instrukce | Popis činnosti                                    |
| --------- | ------------------------------------------------- |
| ENTER     | Vytvoř frame na zásobníku pro parametry procedury |
| LEAVE     | Ukončení procedury                                |
| PUSHA     | Ulož všechny obecné registry na vrchol zásobníku  |
| POPA      | Vezmi všechny obecné registry z vrcholu zásobníku |
| BOUND     | Kontrola indexu pole oproti rozměrům pole         |
| UD2       | Obecná výjimka neplatného opkódu                  |
| INS       | Vstup z portu do řetězce                          |
| OUTS      | Výstup řetězce do port                            |

## 80188
Liší se tím, že má externí datovou sběrnici pouze 8bitovou.